# Fabeldjur

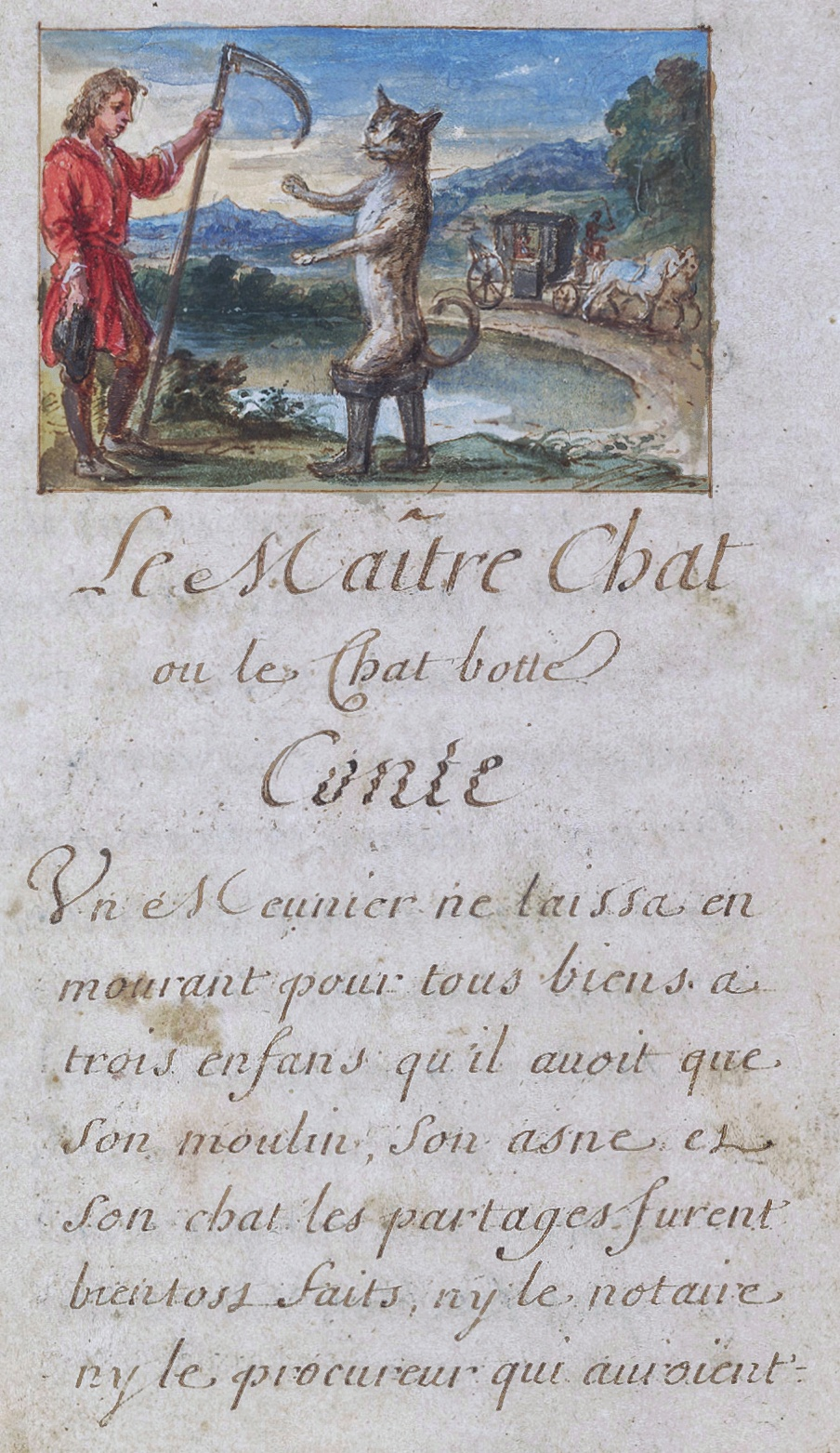
Mästerkatten i stövlar i en utgåva från 1695 av Charles Perraults Gåsmors sagor (Contes de ma mère l'Oye).

Fabeldjur, efter latinets fabula, som betyder "berättelse", kan ha två betydelser. Den första är synonym med sagodjur och fantasidjur, till exempel drakar och enhörningar – djur som inte funnits i verkligheten, utan är fantasifoster. Sådana djur förekommer i sagor, legender och myter, men också i lärda verk, som de medeltida bestiarierna, där de beskrivs på samma sätt som andra, för tiden exotiska djur, som krokodiler eller elefanter. Bestiarierna byggde ofta på beskrivningar av antika författare som Herodotos och Plinius den äldre, och fabeldjuren placerades gärna på fjärran platser som Indien eller Afrika. Dessa fabeldjur har även använts flitigt inom heraldiken. Kryptider kan sägas vara en modern efterföljare till dem.

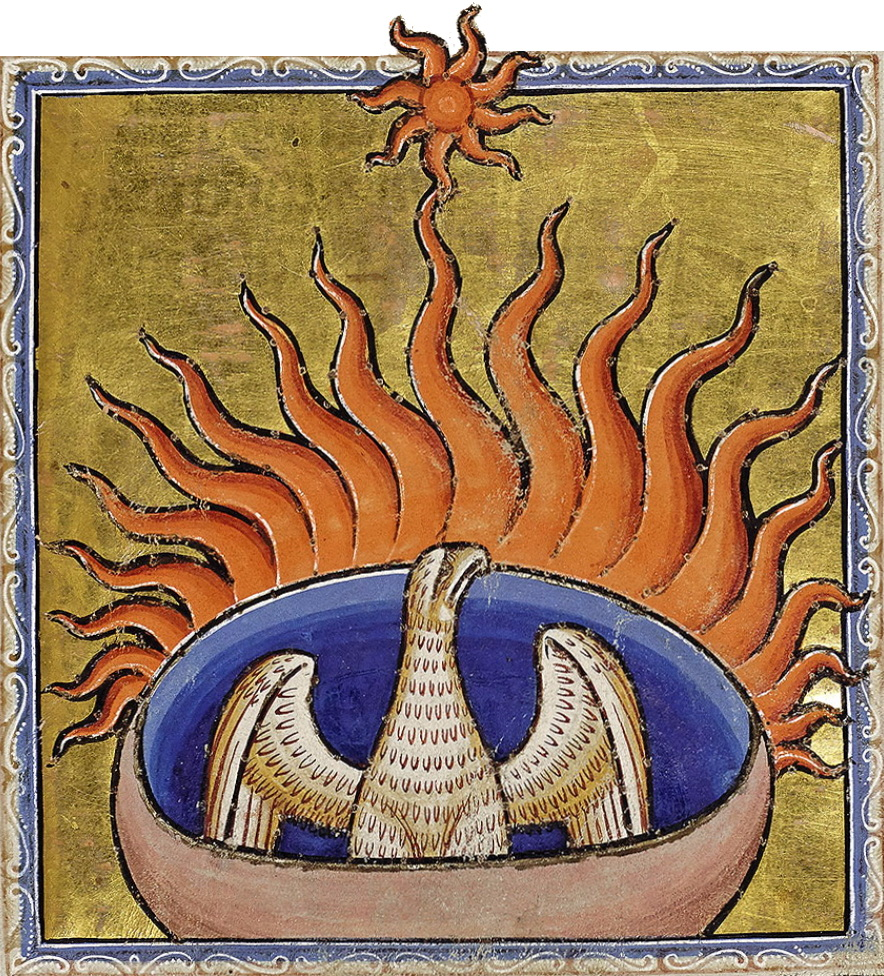
Fågel Fenix från Aberdeen-bestiariet.

Den andra betydelsen är talande djur som förekommer i djursagor (fabler). Dessa djur är mer eller mindre antropomorfa, det vill säga människoliknande. Talande djur har blivit ett vanligt inslag i moderna tecknade serier och tecknade filmer, exempelvis av Disney och Warner Brothers. Dessa fabeldjur har på engelska kommit att kallas furries. Ofta är de betydligt mer människoliknande än djuren så som de illustrerades i gamla utgåvor av Aisopos eller Charles Perraults fabler.

## Typer av fabeldjur i tecknade serier och filmer
I vissa fabler lever fabeldjuren på djurs vis (till exempel Bambi), ibland på ett sätt som liknar människors men i skymundan av de "riktiga" människorna (Kalle Stropp och Grodan Boll) och ibland på människors vis med mänskliga kläder, yrken och bostäder (till exempel Musse Pigg). Den sista kategorin kommer ibland i kontakt med "riktiga" djur (t.ex. Pluto).
I vissa fall möts fabeldjur som lever ett mycket mänskligt liv, och fabeldjur som lever ett "halvmänskligt" liv, som i kortfilmerna där Kalle Anka (fullt mänsklig) slåss mot myror (som bor i människolika samhällen).
I vissa fall är det barns leksaksdjur som kommit till liv (till exempel Kalle och Hobbe, Nalle Puh).